# Вибух бензовоза в Джигаві
15 жовтня 2024 року в місті Маджія, штат Джигава, Нігерія, вибухнув бензовоз, унаслідок чого загинуло щонайменше 170 людей, 70 було поранено.

## Вибух
Бензовоз їхав з міста Кано і подолав 110 км до штату Йобе. На автостраді поблизу міста Маджія в штаті Джигава бензовоз перекинувся, намагаючись уникнути зіткнення з вантажівкою, це призвело до розливу бензину. Місцеві жителі намагалися збирати розлитий бензин із дороги. За кілька хвилин виникла велика пожежа, після чого стався вибух.

## Наслідки
Голова Агентства з управління надзвичайними ситуаціями штату Джигава Харуна Маїріга повідомив, що було проведено масове поховання загиблих. Речник поліції Лаван Шиісу Адам заявив, що щонайменше 100 людей, багато з яких отримали важкі поранення, були доставлені до лікарень у містах Рінгім та Хадейя. Нігерійська медична асоціація закликала лікарів відправитися до найближчих медичних закладів.
17 жовтня було організовано масові поховання.

### Реакції
Сенат Нігерії провів хвилину мовчання. Віце-президент Кашім Шеттима закликав провести перевірку безпеки та заявив, що федеральний уряд надасть допомогу постраждалим.
Президент Бола Тінубу зазначив, що перевірка буде проведена з кількома державними органами, а порушників правил буде покарано. Тінубу відправив на місце катастрофи урядовців, включно з міністрами оборони та транспорту, разом із продовольчою допомогою та медичними матеріалами.